# 山下晋司 (文化人類学者)
山下 晋司（やました　しんじ、1948年11月7日 - ）は、日本の文化人類学者。東京大学大学院総合文化研究科名誉教授。

## 経歴
出生から修学期
1948年、山口県で生まれた。山口県立下関西高等学校を卒業し、東京大学教養学部教養学科文化人類学専攻に進学。1973年に卒業し、東京都立大学大学院社会科学研究科に進み文化人類学を専攻。1978年、博士課程を満期退学。
文化人類学者として
1984年、広島大学総合科学部助教授に就いた。1987年、学位論文『トラジャ社会の儀礼的構成：動態的民族誌の試み』を東京都立大学に提出して文学博士の学位を取得。1989年、東京大學教養学部助教授に転じた。1995年、同教授に昇格。学界では、2012年から2019年まで総合観光学会会長を務めた。2013年に東京大学を定年退任し、名誉教授となった。
2013年4月からは帝京平成大学現代ライフ学部観光経営学科教授として教鞭をとり、2019年3月まで務めた。

### 委員・役員ほか
- NPO「人間の安全保障」フォーラム理事長
- 総合観光学会会長(2012-2019)

## 受賞・栄典
- 2012年秋：紫綬褒章を受章[3]。
- 2022年：瑞宝中綬章を受章[4][5]。

## 研究内容・業績
専門は文化人類学で、日本に観光人類学の視点を導入した。東南アジアをフィールドとした著作が多く、またアルジュン・アパデュライによる「マクロ人類学」と「エスノスケープ論」を学界に紹介した。

## 著作
単著
- 『儀礼の政治学：インドネシア・トラジャの動態的民族誌』弘文堂 1988
- 『バリ：観光人類学のレッスン』東京大学出版会 1999
- 『観光人類学の挑戦　新しい地球の生き方』講談社選書メチエ 2009

単編著
- 『観光人類学』新曜社 1996
- 改訂改題『観光文化学』新曜社 2007
- 『文化人類学入門　古典と現代をつなぐ20のモデル』弘文堂 2005
- 『資源人類学』責任編集、弘文堂 2007
- 『観光学キーワード』有斐閣双書 2011

共編著
- 『死の人類学』内堀基光共著、弘文堂 1986
  - 文庫化 講談社学術文庫 2006
- 『歴史のなかの社会(社会人類学の可能性)』須藤健一共編、弘文堂 1988
- 『民族遊戯大事典』大林太良・寒川恒夫・岸野雄三共編、大修館書店 1988
- 『インドネシア』(暮らしがわかるアジア読本) 宮崎恒二・伊藤真共編、河出書房新社 1993
- 『植民地主義と文化―人類学のパースペクティヴ』山本真鳥共編、新曜社 1997
- 『文化人類学キーワード』船曳建夫共編、有斐閣双書 1997
- 『アジア・太平洋地域 民族誌選集』中生勝美・伊藤亞人、中村淳共編、クレス出版 2002
- 『文化人類学研究：環太平洋地域文化のダイナミズム』江淵一公・小野澤正喜共編著、放送大学教育振興会 2002
- 『現代人類学のプラクシス：科学技術時代をみる視座』福島真人共編、有斐閣アルマ 2005

## 参考資料
- 『駒場2001』